# أزاندي (قومية)
الأزاندي هي إحدى القوميات الأفريقية التي تقيم بصفة رئيسية في المنطقة الشمالية الشرقية من جمهورية الكونغو الديمقراطية، في جنوب السودان، وفي شمال شرق جمهورية أفريقيا الوسطى. الزاندي الكونغوليون يعيشون في محافظة أورينتال، وخاصة على امتداد نهر ويله؛ وزاندي أفريقيا الوسطى يقيمون في مقاطعات رافاي، زميو، وأوبو. يبلغ تعدادهم حوالي 2.3 مليون نسمة. يؤمن الأزاندي بمجموعة من المعتقدات الإحيائية القريبة من السحر والشعودة بالإضافة لاعتناقهم المسيحية. يتكلم الأزاندي اللغة الزاندية.

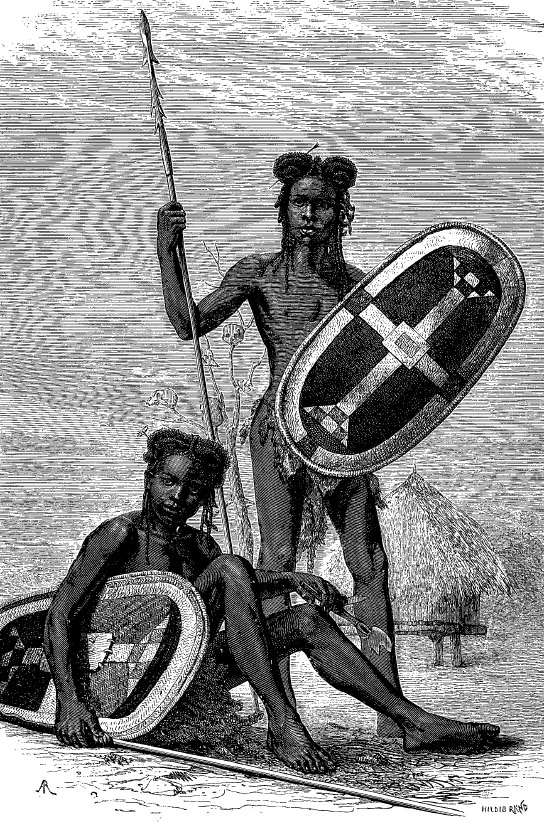
محاربو نيام-نيام.

كلمة زاندي تعني الشعب الذي يمتلك الكثير من الأراضي، وتشير إلى تاريخهم كمحاربين غزاة.
تُنطق الكلمة بطرق مختلفة، ومنها: أزاندي، زانده، أزانده، وسانده.
اسم نيام-نيام كثيراً ما كان يستخدمه الأجانب للإشارة إلى الزاندي في القرن 19 وأوائل القرن 20. هذه التسمية قد تكون من أصول دنكية، وتعني الأكلون الشرهون في هذه اللغة (وكذلك تعني القيام بالمحاكاة الصوتية)، وتشير كذلك إلى آكلي لحوم البشر. هذا الاسم كان يستخدم من قبل القبائل الأخرى في جنوب السودان، وفيما بعد تبناه الغربيون. اليوم، يعتبر اسم نيام-نيام تحقير.
القبيلة الأخرى التي يطلق عليها نيام-نيام كانت قبيلة من الأساطير القديمة، يقال أن أفرادها كان لديهم ذيول قصيرة.

## التاريخ
في أوائل القرن التاسع عشر، كان شعب بانديا يحكم شعب فونغارا وأصبحت المجموعتان هما شعب الأزاندي. كانوا يعيشون في السافانا من ما هو الآن الجزء الجنوبي الشرقي من جمهورية أفريقيا الوسطى. بعد وفاة الملك، كان أبناء الملك يقاتلون من أجل الخلافة. كان الابن الخاسر في كثير من الأحيان ينشئ ممالك في المناطق المجاورة، مما يجعل مملكة أزاندي تنتشر شرقًا وشمالًا. أوقفت الغارات السودانية بعض التوسع نحو الشمال في وقت لاحق من القرن التاسع عشر. أصبح الأزاندي مقسومًا على بلجيكا وفرنسا والسودان الأنجلو-مصري.....

## لغة
يتكلم الأزنديون زاندي، والتي يطلقون عليها با زاندي (المعروف أيضًا باسم با ديو، زاندي، آزاندي، ساندي، كيزاندي، بازاندي) ، والتي لديها ما يقدر بنحو 1.1 مليون متحدث. تُستخدم «لغة الزاندي» أيضًا للإشارة إلى اللغات ذات الصلة بالإضافة إلى أزاندي المناسبة: بما في ذلك Adio و Barambu وApambia (Bakpo) و Geme و Kpatiri

## الديمغرافيا

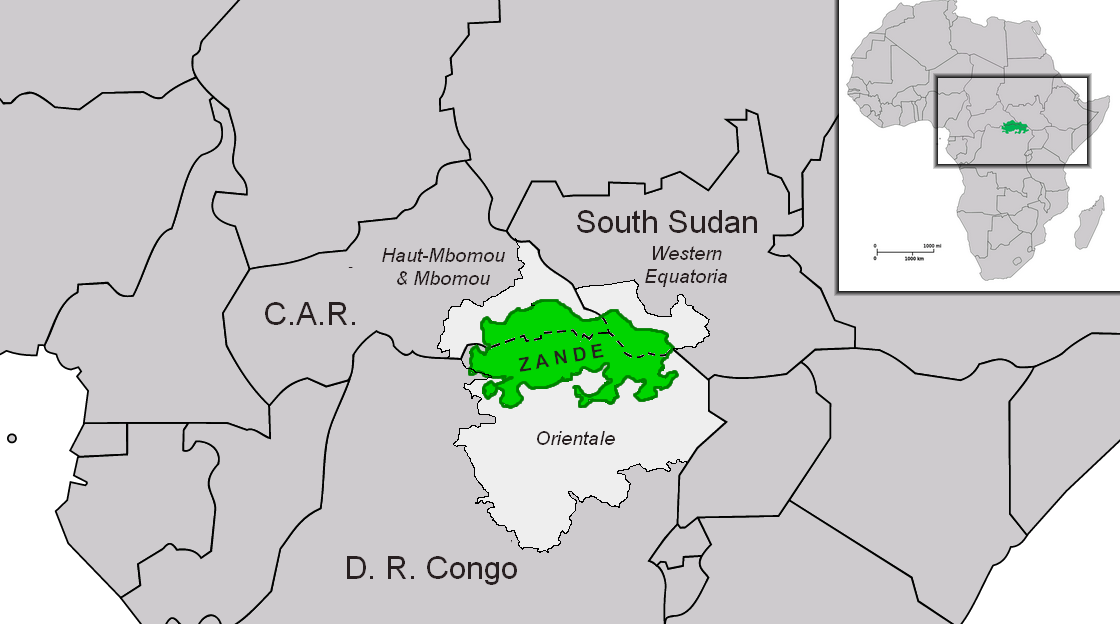
موقع أرض زاندي

ينتشر الزانديون في ثلاثة بلدان، جنوب السودان، جمهورية الكونغو الديمقراطية وجمهورية أفريقيا الوسطى.
وصل عدد المتحدثون بالزاندية كما ورد في إثنولوگ (2009) إلى 730.000 شخص في جمهورية الكونغو الديمقراطية، 62.000 شخص في جمهورية أفريقيا الوسطى (تقديرات 1996) و350.000 شخص في السودان (تقديرات 1982)، ليصل إجمالي السكان إلى أكثر من مليون شخص.

### توزيع السكان
عرفنا مسبقاً بأن الزاندي جغرافياً يوجدون في ولاية غرب الإستوائية وغرب بحر الغزال. وفيما يلي مناطق الزاندى في ولاية غرب الاستوائية:
يوبو، طمبرة المدينة، موبوي، مابيا، نعاندي، ينقري، سارسيوبو، إيزو، دابيو، رينقاسي، إنزارا، رونقو، ساكوري، نابياباي، يامبيو، بازونقوا، بنقسو، إيبا، مانقوا بالإضافة إلى جزء من مريدي. وهذه من أبرز المناطق. وأيضاً هناك بعض المناطق التي لم تذكر وهي تابعة للزاندي، مثل منطقة كبري دومة عند دخولك إلى طمبرة قادماً من الناحية الشمالية. وهناك أيضاً منطقة باكيري من الناحية الغربية لمدينة طمبرة، وهذه المنطقة تُسمّى باكيري ويسكنها عدد كبير من البلندا حيث تزاوجوا مع الزاندي ويعيشون في سلام اجتماعي منذ زمن بعيد. وكذلك منطقة بنقزجينو من الناحية الشرقية لمقاطعة طمبرة ومعنى هذا الاسم بلغة الزاندي (آخر الدنيا). وأيضاً حدث فيها تزاوج بين الزاندي والبلندا ويوجد عدد كبير من البلندا في هذه المنطقة.
من أكبر عشائر الزاندي: عشيرة افونقرا، كورنقبو، باندية.وتعتبر هذه العشائر الثلاثة أصحاب السلطة فيعهد مملكة الزاندي. وكذلك من العشائر الأخرى لقبيلة الزاندي عشائر بنقاكوي، بامبيا، باندوقو، بوقورو. ونتيجة لكبر حجم قبلية الزاندي الأمر الذي جعلها تتميز بكثرة العشائر أو(خشم البيوت). وهذا لايمكننا من ذكر هذه العشائر كلها في زمن واحد.

## الزراعة
بعد الحرب العالمية الثانية ، حاولت الحكومةالبريطانية تشجيع زراعة القطن في جنوب السودان في برنامج يُعرف باسم مخطط زاندي. فشل البرنامج إلى حد كبير، جزئيا بسبب العزلة النسبية لأزاندي على منافذ التداول. بسبب هذه العزلة، انتقل العديد من أزاندي إلى المدن القريبة من الطرق الرئيسية.
الأزاندي هم أساسا صغار المزارعين. تشمل المحاصيل الذرة والأرز والفول السوداني (المعروف أيضًا باسم الفول السوداني) والسمسم والكسافا والبطاطا الحلوة. الفواكه المزروعة في المنطقة تشمل المانجو والبرتقال والموز والأناناس وقصب السكر. زاندلاند مليء أيضا بزيت النخيل والسمسم. من عام 1998 إلى عام 2001، تم تعزيز الزراعة في زاندي منذ أن اشترت منظمة الرؤية العالمية المنتجات الزراعية. [بحاجة لمصدر]
منذ ذلك الحين، قام الأزاندي بمطاردة الدخن والذرة الرفيعة والذرة واستزراعها. تشمل المحاصيل النقدية الرئيسية الكسافا والفول السوداني.
المنطقة التي يعيش فيها الأزندي لديها فصلان. خلال موسم الأمطار، يساعد كل من الرجال والنساء في الحصول على الطعام من النهر. تساعد النساء في صيد الأسماك في الجداول السدّة وحمامات السباحة الضحلة التي تجمع الأسماك والثعابين والقشريات. الرجال يصنعون وينصبون الفخاخ في النهر للمساعدة في جمع الطعام. من الأطعمة الأخرى التي يجمعها آزاندي ويأكلها هي النمل الأبيض الذي يعد المفضلات لديهم

## الديانات
تعتنق قبيلة الزاندي الديانة المسيحية حيث أن الأغلبية من الطائفة الكاثوليكية. وهناك أقلية مسلمة بالإضافة إلى المعتقدات الإفريقية. وللكنيسة الكاثوليكية في مناطق الزاندي وجود منذ زمن بعيد، حيث تمثل منطقة موبوي المعقل الرئيسي للنشاط الكنسي الكاثوليكي تحت أبرشية مطرانية يامبيو وطمبرة. ويوجد مطران للكنسية الكاثوليكية لمطرانية يامبيو وطبمرة حالياً وهو المطران إدوارد إيبورو وهو من أبناء منطقة سارسيبو بمقاطقة طمبرة.

### الزاندي والكنيسة
لعبت الكنيسة دوراً كبيراً في تنظيم المجتمع داخل مناطق الزاندي من تربية وتعليم لأبناء الزاندي بواسطة فتح المدارس وتقديم الخدمات للمواطنين. ومن المعروف أن متجمع الزاندي بعد احترام المملكة والخضوع للسلاطين يحترم كذلك إنسان الزاندي نظام الكنيسة، وقد ساهمت الكنيسة بتبشير الناس بكلام الله وتوعيتهم. وفي الشهور الماضية كانت هناك (معجزة الصليب)[محل شك] المشهورة، حيث تخلى عدد كبير عن المعتقدات الإفريقية والسحر واتجهوا نحو الكنيسة.

## علاقتها بالقبائل الأخرى

### العلاقة بين قبيلة الزاندى والشيري
قبيلة شيري هي إحدى قبائل الفرتيت الست التابعة لمقاطعة واو، وهي من أصغر القبائل في واو، ويوجد عدد من أفرادها في مناطق الزاندى ولكن باسم مختلف، حيث تُسمى في مناطق الزاندي (باشيري). وتأثر أفراد هذه القبيلة في مناطق الزندى بعادات وتقاليد الزاندى، حيث يتحدثون لغة الزاندي.

### العلاقة بين الزاندي وقبيلة القولو
القولو هي إحدى قبائل الفرتيت الست التابعة مقاطعة واو، ويوجد عدد من أفرادها في مناطق الزاندي، وتأثر أفراد هذه القبيلة في مناطق الزندي بعادات وتقاليد الزاندى حيث يتحدثون لغة الزاندى.

## الصور

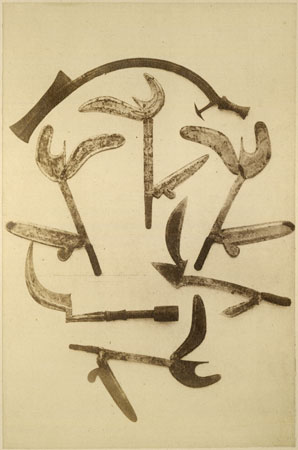
زاندي رمي السكاكين
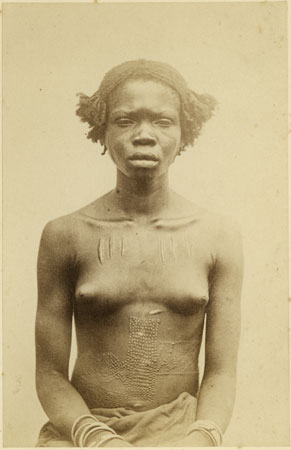
امرأة زاندي في أواخر سبعينيات القرن التاسع عشر تحمل علامات الجلد
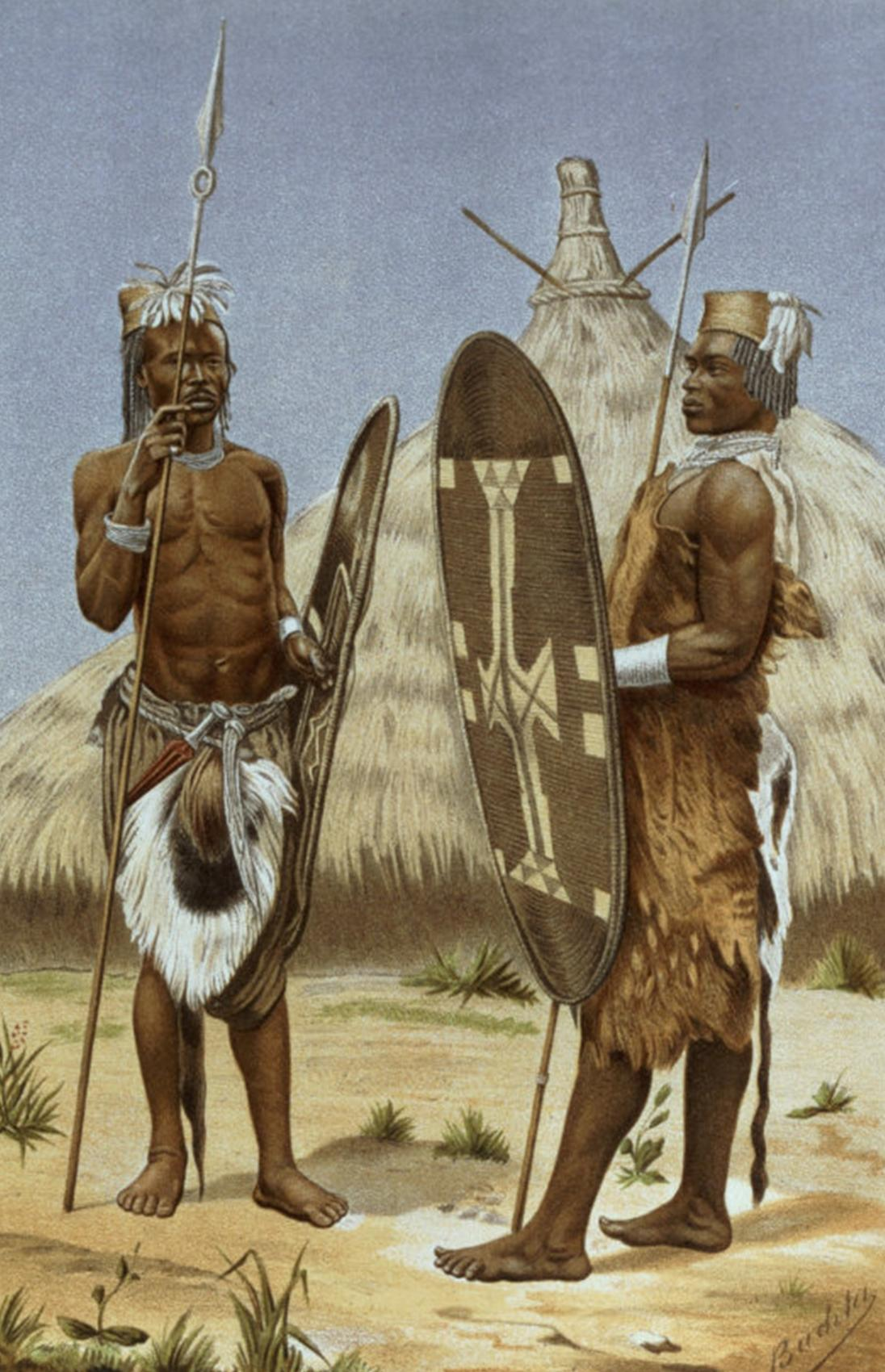
محاربي زاندي
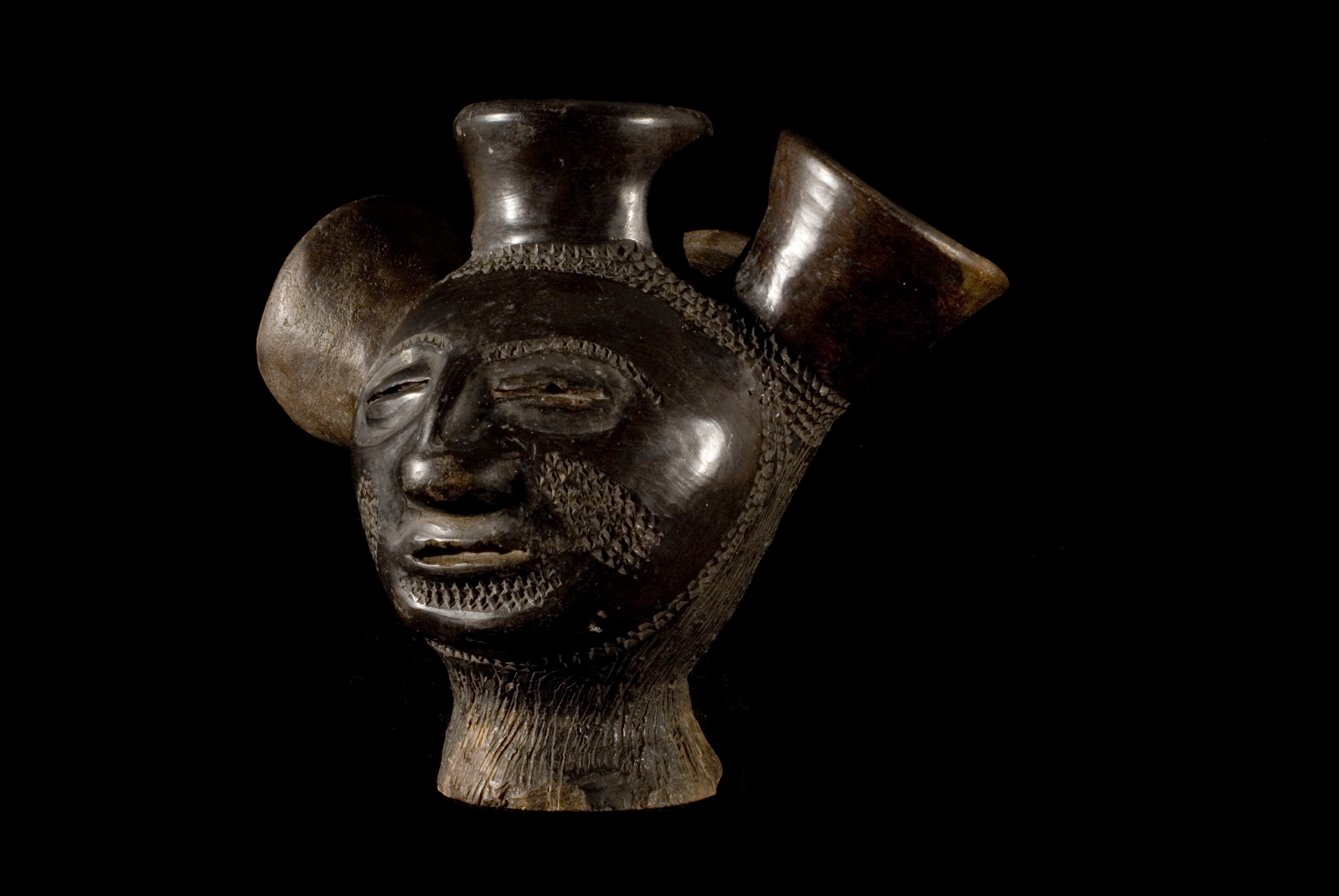
آنية من القرن العشرين